# Dragões do Castelo
Centro Cultural Escola de Samba Dragões do Castelo é uma escola de samba de Santos, que ensaia e tem sua sede localizada na Divinéia, Praça da Paz Universal, s/n 
Entrou no lugar da antiga escola de samba Metropolitana, embora algumas fontes a qualifiquem como sendo a continuidade desta última, com outro nome.
Em 2006 foi rebaixada para o segundo grupo por causa de problemas com os empurradores de carros alegóricos, que, segundo a comissão julgadora, não estavam devidamente uniformizados, o que gerou a perda de pontos e revolta por parte de torcedores. Voltou ao grupo principal em 2008, terminando em 12º lugar.
Em 2009 voltou a ser rebaixada, junto com a Unidos da Zona Noroeste.
No ano seguinte, escolheu como tema uma homenagem a João Cândido, líder da Revolta da Chibata, enredo apresentado pela Camisa Verde e Branco, da capital, em 2003. Foi a quarta e penúltima escola a desfilar, tendo ficado em quinto lugar no Carnaval.

## Segmentos

### Presidentes
| Nome                   | Mandato | Ref.  |
| ---------------------- | ------- | ----- |
| Jardel Silva Rodrigues | atual   | [ 2 ] |

### Mestre De Bateria
| Ano  | Mestre de bateria |
| ---- | ----------------- |
| 2015 | Tico              |
| 2016 | Caio              |
| 2017 | Waguinho Mimiu    |
| 2018 | Waguinho Mimiu    |
| 2019 | Waguinho Mimiu    |
| 2020 | Waguinho Mimiu    |
| 2021 | Waguinho Mimiu    |
| 2022 | Waguinho Mimiu    |
| 2023 | Waguinho Mimiu    |
| 2024 | Waguinho Mimiu    |
| 2025 | Waguinho Mimiu    |

### Casal de Mestre-sala e Porta-bandeira
| Ano         | Nome                                    | Ref.  |
| ----------- | --------------------------------------- | ----- |
| 2006        | Luiz Carlos Braga e Babi                |       |
| 2010 - 2011 | De Brito e Daniela Esplendorosa         |       |
| 2012-2014   | Daniela Esplendorosa                    |       |
| 2015        | Quinho Magnífico e Daniela Esplendorosa | [ 3 ] |
| 2016        | Daniela Esplendorosa                    |       |
| 2017        | Rafael Santos e Natally Wonsuit         |       |
| 2018        | Gabriel Rodrigues e Nathally Wonsuit    |       |
| 2019        | Edgar Carobina e Nathally Wonsuit       |       |
| 2020        | Igor Lucas e Agatha Galdino             |       |
| 2021        | Igor Lucas e Nathally Wonsuit           |       |
| 2024        | Bruno Gallego e Nathaly Wonsuit         |       |
| 2025        | Bruno Gallego e Nathaly Wonsuit         |       |

### Rainhas de bateria
| Período | Nome             | Ref.  |
| ------- | ---------------- | ----- |
| 2014    | Thathiane Santos | [ 4 ] |
| 2016    |                  |       |
| 2024    | Michelly Dias    |       |
| 2025    | Carol Souza      |       |

### Intérpretes
| Carnavais     | Intérprete oficial | Referências |
| ------------- | ------------------ | ----------- |
| 2020-presente | Paulinho Oliveira  |             |
| 2024          | Marcio França      |             |
| 2025          | Daniel Collete     |             |

## Carnavais
| Ano  | Colocação         | Grupo                               | Enredo | Carnavalesco         | Intérprete       | Ref    |
| ---- | ----------------- | ----------------------------------- | --- | -------------------- | ---------------- | ------ |
| 2006 | 10º. Lugar        | Especial                            | Cortejo triunfal com a magia do Zodíaco! (Compositores: Adilson Mocidade, Daniel, Dukinha da Ladeira, J. Pacheco, Ruivo, Ulisses e Vilela.)                                                              |                      | Paulo da Magia   |        |
| 2007 | 12º. Lugar        | Especial                            | A pele é ouro e a garra é o nosso combustível! (Compositores: Ceno do Cavaco, Gustavo Santos, Fernando, Jr, De Brito, Abelha, Chico Maneiro, Gisiel Muringa, Orfeu Tequila, Nel Costa e Jorginho Soares) | Anderson Paulinot    | Seno do Cavaco   |        |
| 2008 | 12º. Lugar        | Especial                            | Santos caminho para o mar, belezas que eu vou cantar! (Compositores: Zezinho Invocado, Valter Dias, Xuxu do Cavaco, Mauro Mandira, Batata do Cavaco e Makumbinha)                                        | Araclides Conceição  | Everaldo Marimba |        |
| 2009 | 12º. Lugar        | Especial                            | A era do vinho! (Compositores: Bartô, Fabiano Pontes, Juninho de Paula, Renato Jr. e Mano Renatinho) |                      | Fabiano e Renato |        |
| 2010 | 5º. Lugar         | Acesso                              | João Cândido - O Dragão do Mar (Compositores: Anderson Hulk, Carioca e Maycon) |                      | Tim              | [ 5 ]  |
| 2011 | 5º. Lugar         | Acesso                              | O mundo mágico das histórias em quadrinhos em cores de realidade! (Compositores: Xuxu do Cavado, Ceno e Thiaguinho)                                                                                      |                      | Thiaguinho       | [ 6 ]  |
| 2011 | 5º. Lugar         | Acesso                              | Vermelho e branco uma paixão que me alucina! (Compositores: Ernesto Abelha, Anderson Hulk, Bolinha, Vitor Santos, Maycon Batatinha e Renato Junior)                                                      |                      | Thiaguinho       | [ 7 ]  |
| 2013 | 4º. Lugar         | Acesso                              | Dragões do Castelo, a pedra do jogo! (Compositores: Ernesto Abelha, Anderson Hullk, Bolinha, Maycon Batatinha e Renato Júnior)                                                                           |                      | Thiaguinho       | [ 8 ]  |
| 2014 | 2º. Lugar         | Acesso                              | O grande circo imaginário! (Compositores: Maycon Batatinha, Anderson Hullk, Renato Junior, Bolinha, Ernesto Abelha e Batata do Cavaco)                                                                   |                      | Ademarzinho      | [ 9 ]  |
| 2015 | 4º. Lugar         | Acesso                              | The Stars of the Music, em uma inspiração musical! (Compositores: Ademarzinho do Cavaco, Ademar Eugênio, Walid Omar e Rafa)                                                                              | Comissão de Carnaval | Ademarzinho      | [ 10 ] |
| 2016 | 4o.               | Grupo 1                             | Através do Mar, Santos Atravessa o Portal do Desenvolvimento Compositores: (Anderson Hulk, Alexandre Branches, Rafaela Trigo, Popay, Renato Jr., Silvinho e Tiquinho )                                   | Comissão de Carnaval | Rafaela Trigo    | [ 11 ] |
| 2017 | 2o.               | Grupo 1                             | Baoba Raiz da Liberdade Compositores: Erick Sapao, Tuta do Irapuru, Andre Bento, Bolinha, Junao, Rafa Neves                                                                                              | Comissão de Carnaval | Makumbinha       |        |
| 2018 | 4o.               | Grupo 1                             | Os Reis do Sertão Compositores: Antonio Canjica, Rodrigo Pastilha, Guina do AAA e Pablito | Comissão de Carnaval | Makumbinha       |        |
| 2019 | 4° lugar suspensa | grupo 1                             | Entre o Sol e a Lua a Criação do Universo... |                      |                  |        |
| 2020 | convidada*        | (Não esta participando do concurso) | Viagem de um sonho encantado |                      |                  |        |
| 2023 | 6° lugar          | Acesso                              | Tempo - O Alimentador de Sonhos |                      |                  |        |
| 2024 | 2° lugar          | Acesso                              | Daniel Feijoada - O maioral do samba | Comissão de Carnaval | Márcio França    |        |
| 2025 |                   | Acesso                              | Aláfia Onan - N'um clamor de paz, respeito e liberdade | Comissão de Carnaval |                  |        |